# Armata Zieleniewskiego z 1863
Armata Zieleniewskiego z 1863 – polska 4-funtowa armata odprzodowa opracowana i wykonana wiosną 1863 dla oddziałów powstania styczniowego. Broń wykonano w C.K. Uprzywilejowanej Krajowej Fabryce Maszyn Rolniczych i Narzędzi Ludwika Zieleniewskiego w Krakowie. Broń została użyta bojowo, ale nie sprawdziła się. Przy pierwszym wystrzale w czasie II bitwy pod Igołomią doszło do rozerwania jednej z dwóch znajdujących się tam armat.

## Historia

Armata ładowana od przodu

Na początku marca 1863 komisarz Rządu Narodowego zamówił w zakładach Ludwika Zieleniewskiego wykonanie dwóch armat. Miały być one przeznaczone dla korpusu gen. Mariana Langiewicza. Zanim jednak zakończono pracę nad armatami, oddział Langiewicza przestał istnieć, a sam Langiewicz został aresztowany przez Austriaków. Następnie w Krakowie zaczęły się tworzyć kolejne oddziały powstańcze, które po zorganizowaniu w Galicji miały wkroczyć do Kongresówki, by tam prowadzić walkę. W kwietniu 1863 w Krakowie organizowało się kilka oddziałów, w tym korpus Mazowiecki płk. Józefa Miniewskiego. Miniewski postanowił kupić i wykorzystać bojowo armaty wytwarzane w zakładach Zieleniewskiego. Były one w tym czasie na ukończeniu i nawet Miniewski oglądał je na tokarni. Za obydwie armaty ustalono cenę 5000 złotych reńskich, dając wcześniej 2000 zł zadatku. Tuż przed wyprawą okazało się jednak, że gen. Ludwik Mierosławski, który też w tym czasie organizował oddział, podkupił Zieleniewskiego i przejął wykonane już armaty dla własnego oddziału. Podobno Zieleniewski tłumaczył się później, że Mierosławski obydwie armaty zabrał „gwałtem”. W tej sytuacji Ludwik Zieleniewski zobowiązał się wykonać kolejne dwie armaty dla oddziału Miniewskiego, które miały być w takim samym kalibrze jak te poprzednie armaty. Okazało się jednak, że przed rozpoczęciem wyprawy Miniewskiego nie udało się ukończyć tych armat i niedorobione przekazano Miniewskiemu. Te dwie późniejsze armaty nie nadawały się do użytku, więc nie zdecydowano się ich wziąć na wyprawę.

## Konstrukcja armat
Niestety brak jest bliższych informacji o konstrukcji armat. Sporo źródeł wspomina o istnieniu tych dział, ale pojawiają się tam bardzo lakoniczne informacje. Krakowski dziennik „Czas” wspomina o dwóch armatach żelaznych, które brały udział w bitwie pod Igołomią. W podobny sposób wyraził się Teodor Żychliński w swoich wspomnieniach pisząc o dwóch armatach żelaznych. Nieco obszerniej na ten temat wypowiedział się płk Józef Miniewski. Te pierwsze dwie armaty opisał, że były to armaty kute, gwintowane. Najobszerniejszy opis można jednak znaleźć w pamiętniku Eustachego Petiona, bliskiego współpracownika Ludwika Mierosławskiego. Stwierdził on, że były to armaty kute, stalowe, 4-funtowe.
Dostępne są tabele, które pokazują, jaki kaliber miały armaty dla różnego wagomiaru pocisków. W przypadku armat 4-funtowych dla kul okrągłych jest to lufa o średnicy 3,1–3,2 cala, można więc przyjąć, że armaty te miały kaliber około 80 mm. Więcej informacji nie ma. Prawdopodobnie armaty te mogły przypominać wyglądem inne 4-funtowe odprzodowe armaty z tamtego okresu.
Dla porównania można stwierdzić, że w czasach napoleońskich lufa armaty 4-funtowej miała masę około 290 kg. Cała armata z lawetą miała masę około 990 kg. Działa posiadały kaliber 80 mm i wystrzeliwały pociski o masie około 2 kg.
Zachowały się opisy dwóch kolejnych armat, których jednak już nie dokończono. W przypadku tych armat opisy wskazują, że konstrukcja była inna. Poprzednie dwie armaty określano jako armaty kute. W tych natomiast już używano określenia, że były to armaty lane 4-funtowe. We wspomnieniach Miniewskiego znajduje się najobszerniejszy opis. Miały to być armaty lane, gładkolufowe, ponieważ kutych Zieleniewski nie był w stanie zrobić w tak krótkim czasie. Tuż przed wyjściem do Kongresówki Miniewski otrzymał zamówione „armaty”, które określił następującymi słowami (pisownia oryginalna):

Później jednak dowiedziałem się, że gdy wzięto się do składania, okazało się, że zamiast luf armatnich wysłane były pompy lane żelazne z niedopiłowanem nawet lanem ramieniem do przymocowania drąga, bez zapałów, tak że nawet fabryka miałaby kilka dni roboty, by złożyć z tych niedopasowanych części składowych armatę do użytku zdolną. Według umowy miało wszystko być tak dopasowane – by prosty ślusarz we dwie godziny złożyć je mógł. P. Noworytko nadleśniczy hr. Potockiego i zarazem komisarz nadgraniczny Rządu Narodowego, któremu dostawę armat do obozu w Król. Polskiem hr. Potocki polecił, innej rady nie widział, jak części żelazne jako niezdatne zakopać, a lawety i koła zabrać do siebie.

## Użycie bojowe
W kwietniu 1863 Ludwik Mierosławski organizował oddział dla siebie i liczył na zebranie kilku tysięcy powstańców. W rzeczywistości udało się zgromadzić zaledwie kilkuset ludzi. Dodatkowo w czasie organizacji ktoś zadenuncjował miejsce ukrycia broni. Stąd zapadła szybka decyzja wyruszenia do Kongresówki. W pośpiechu udało się zebrać zaledwie 153 ludzi pod dowództwem kpt. Stefana Malczewskiego. Niedługo po przekroczeniu granicy na Polaków uderzyły silne kolumny rosyjskiego wojska i 4 maja 1863 doszło do bitwy pod Igołomią. Polacy zaczęli się cofać w kierunku granicy austriackiej. W ostatniej fazie bitwy, tuż nad granicą postanowiono jeszcze raz stawić opór. Kpt. Wacław Fanti (były podoficer artylerii rosyjskiej) ustawił na pozycji dwie armaty, nad którymi miał komendę. Następnie wycelował armaty i doszło do tragedii. W czasie pierwszego wystrzału rozerwało armatę.
Podczas tego wybuchu zabiło jednego powstańca obsługującego armatę. Żychliński natomiast podaje, że podczas rozerwania działa zginął jeden artylerzysta, a dwóch zostało rannych. Wspomina też, że z drugiej armaty już nie strzelano, bo zabrakło ładunków, które jeszcze były złożone na wozach. Przyczyną rozsadzenia armaty miało być źle nabite działo, które ładowano w pośpiechu. Obydwie armaty przeciągnięto na stronę austriacką i tam Austriacy je zarekwirowali.